# Устимовка (Киевская область)
Усти́мовка (укр. Устимівка) — село, входит в Белоцерковский район Киевской области Украины.
Население по переписи 2001 года составляло 1869 человек. Почтовый индекс — 08653. Телефонный код — 4571. Занимает площадь 5,684 км². Код КОАТУУ — 3221488101.

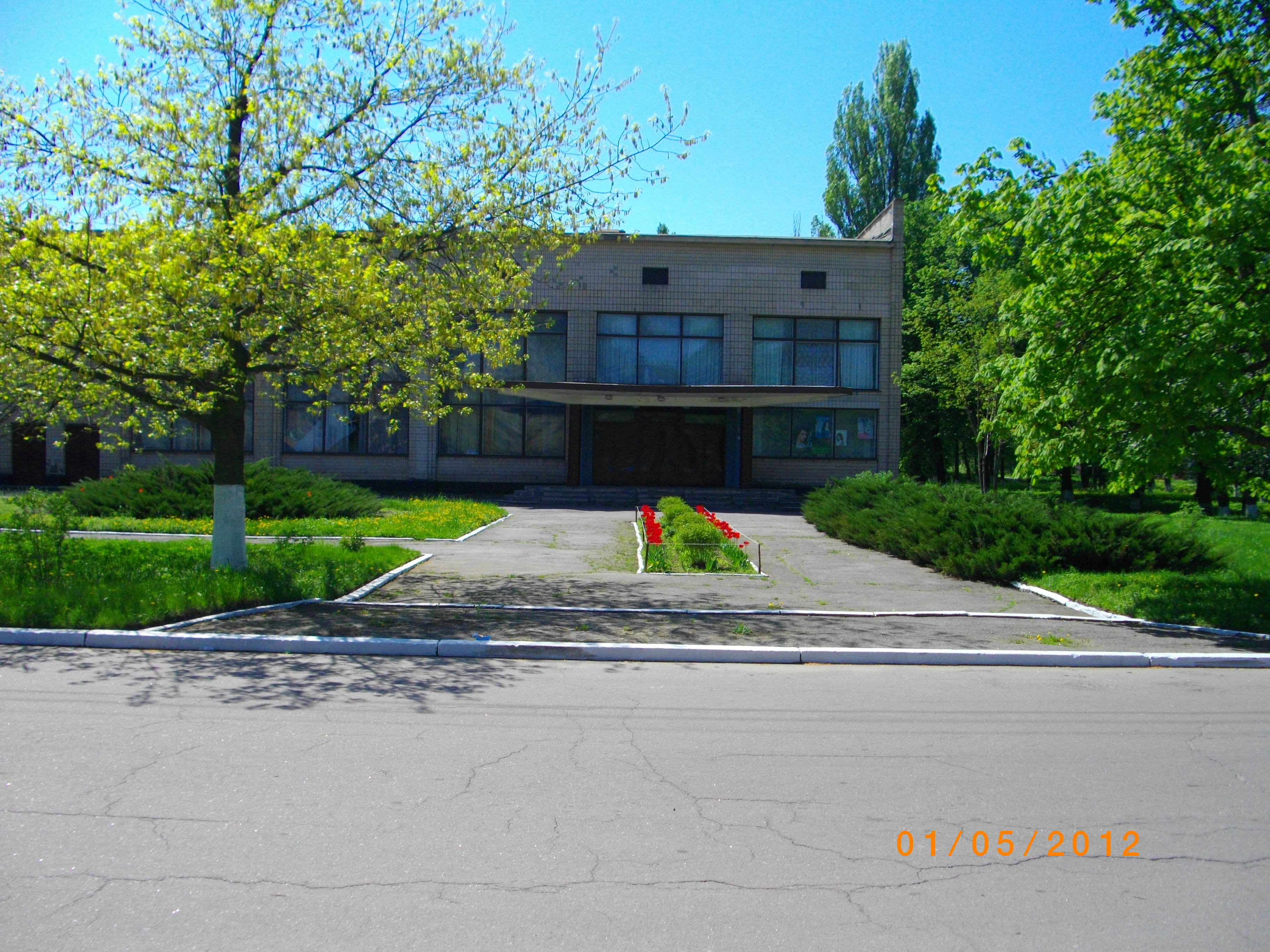
Клуб

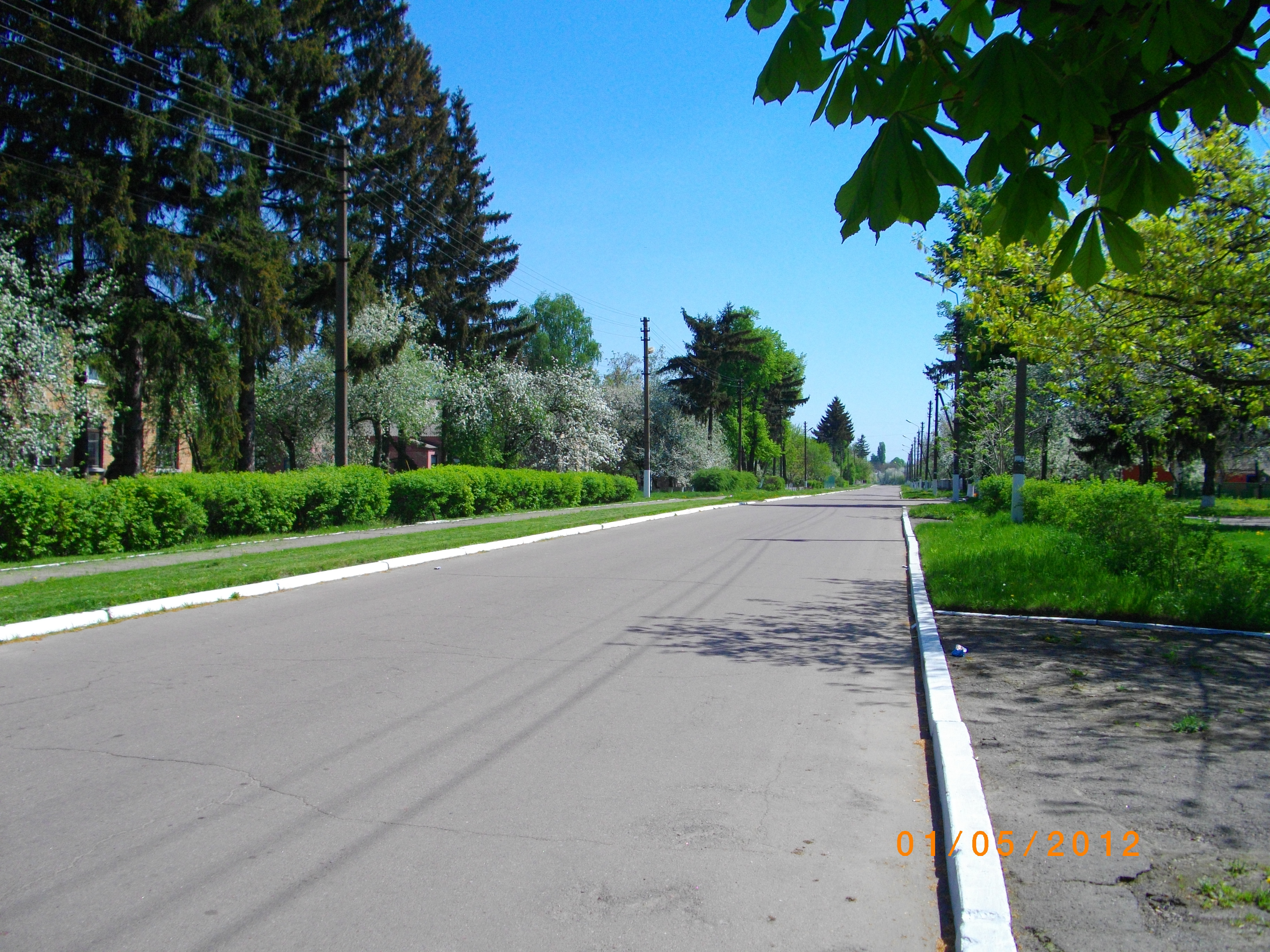
Центральная улица

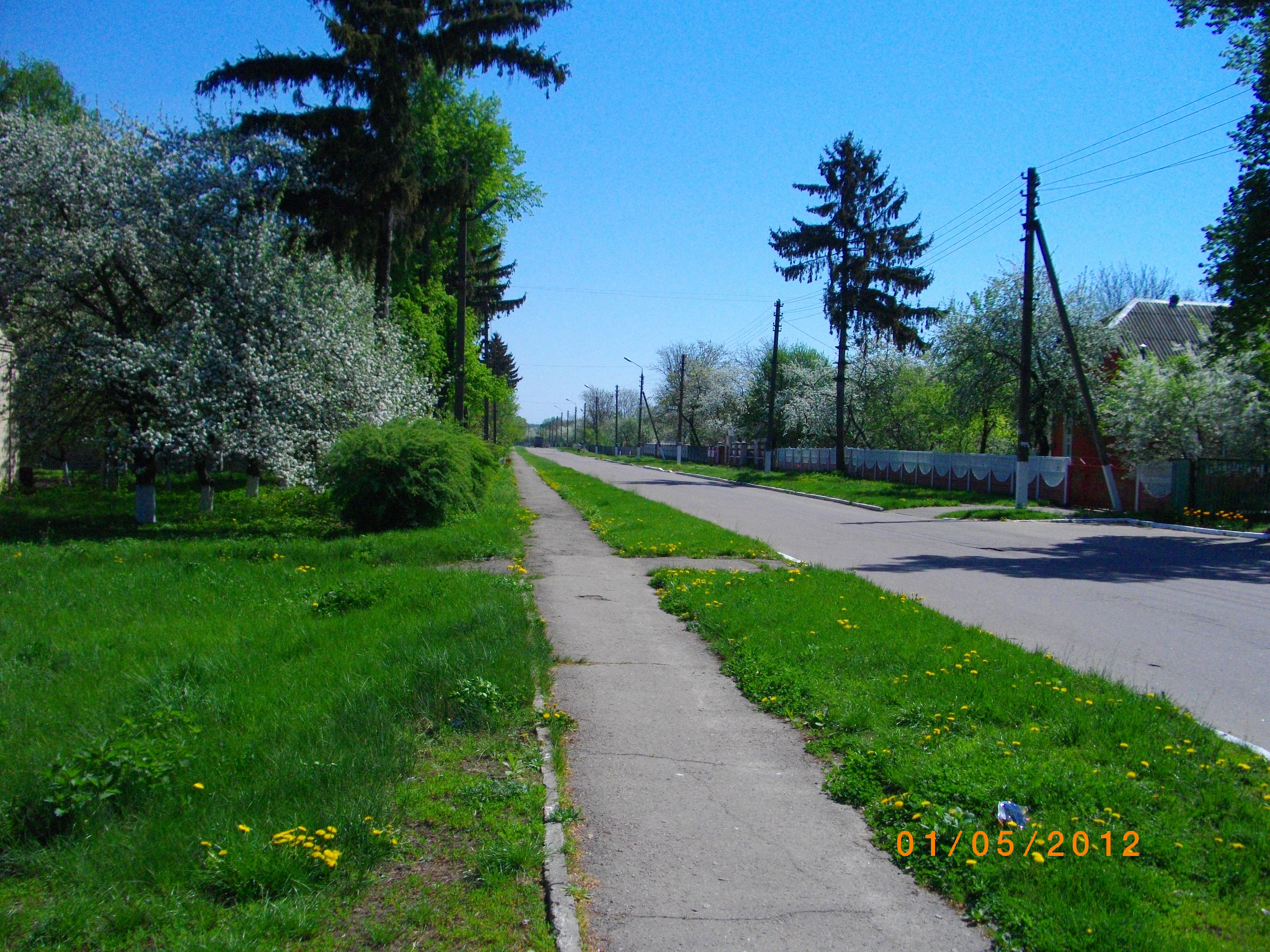
Центральная улица 2

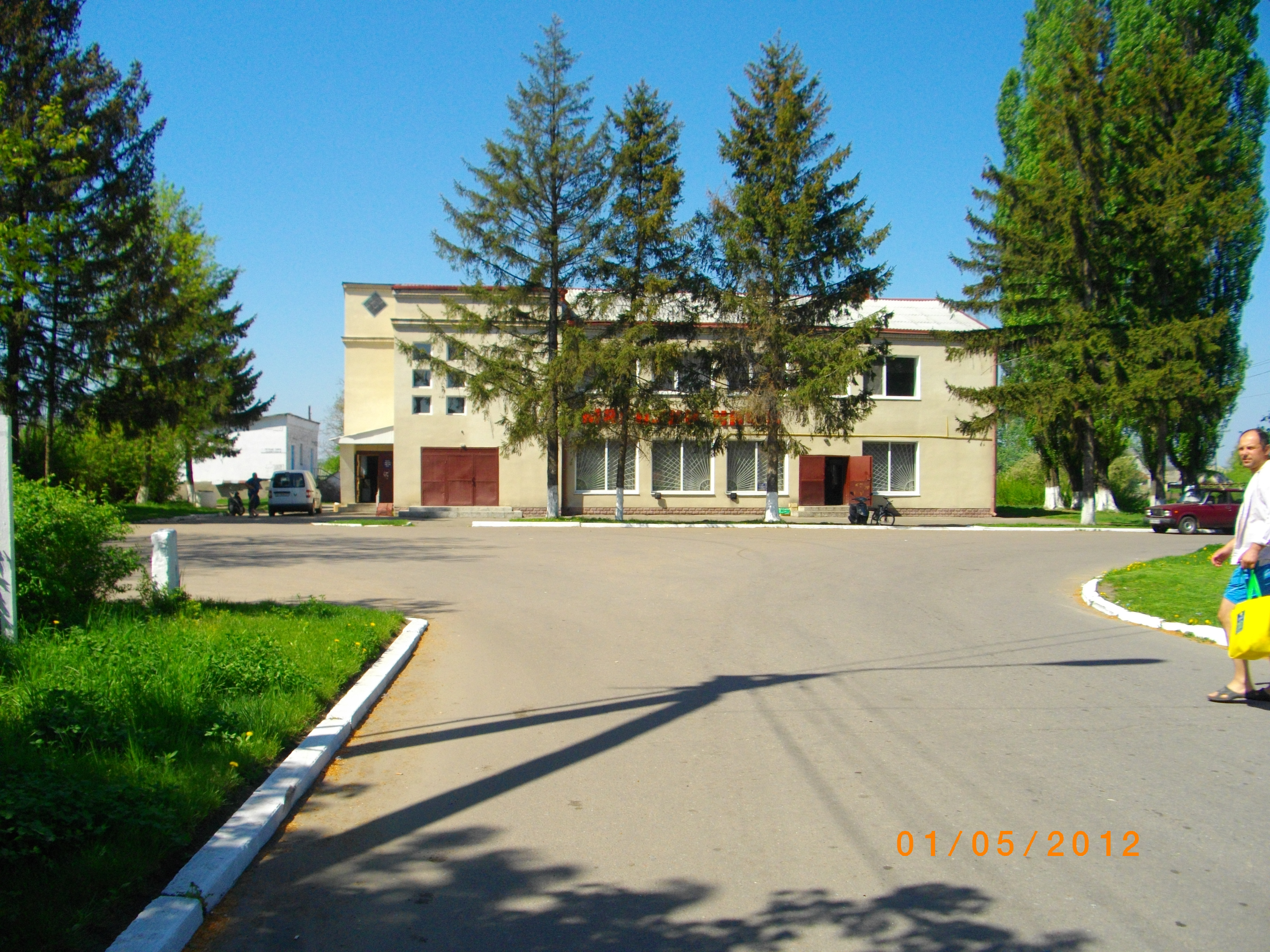
Магазин, бар

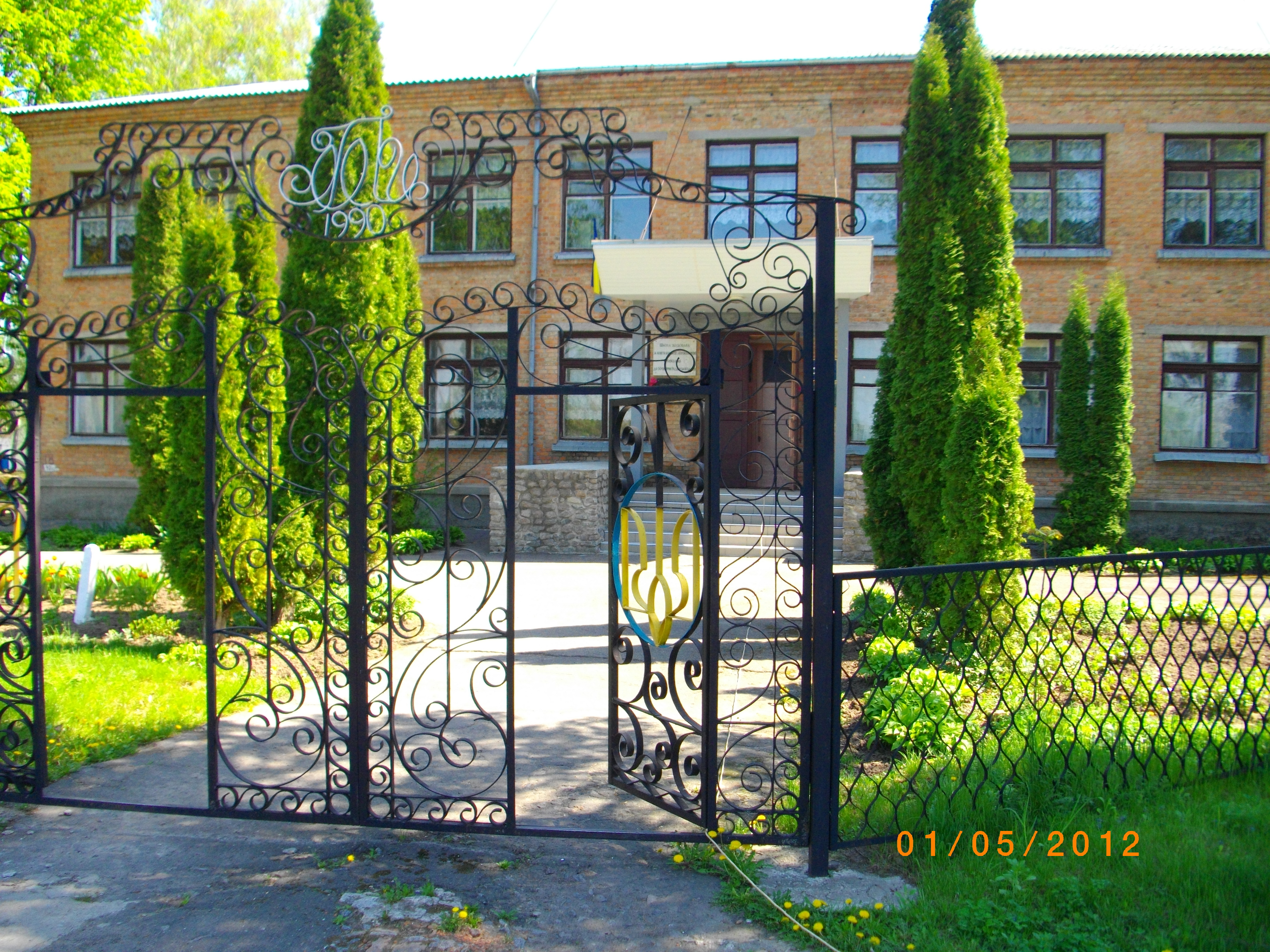
Центральный вход в школу

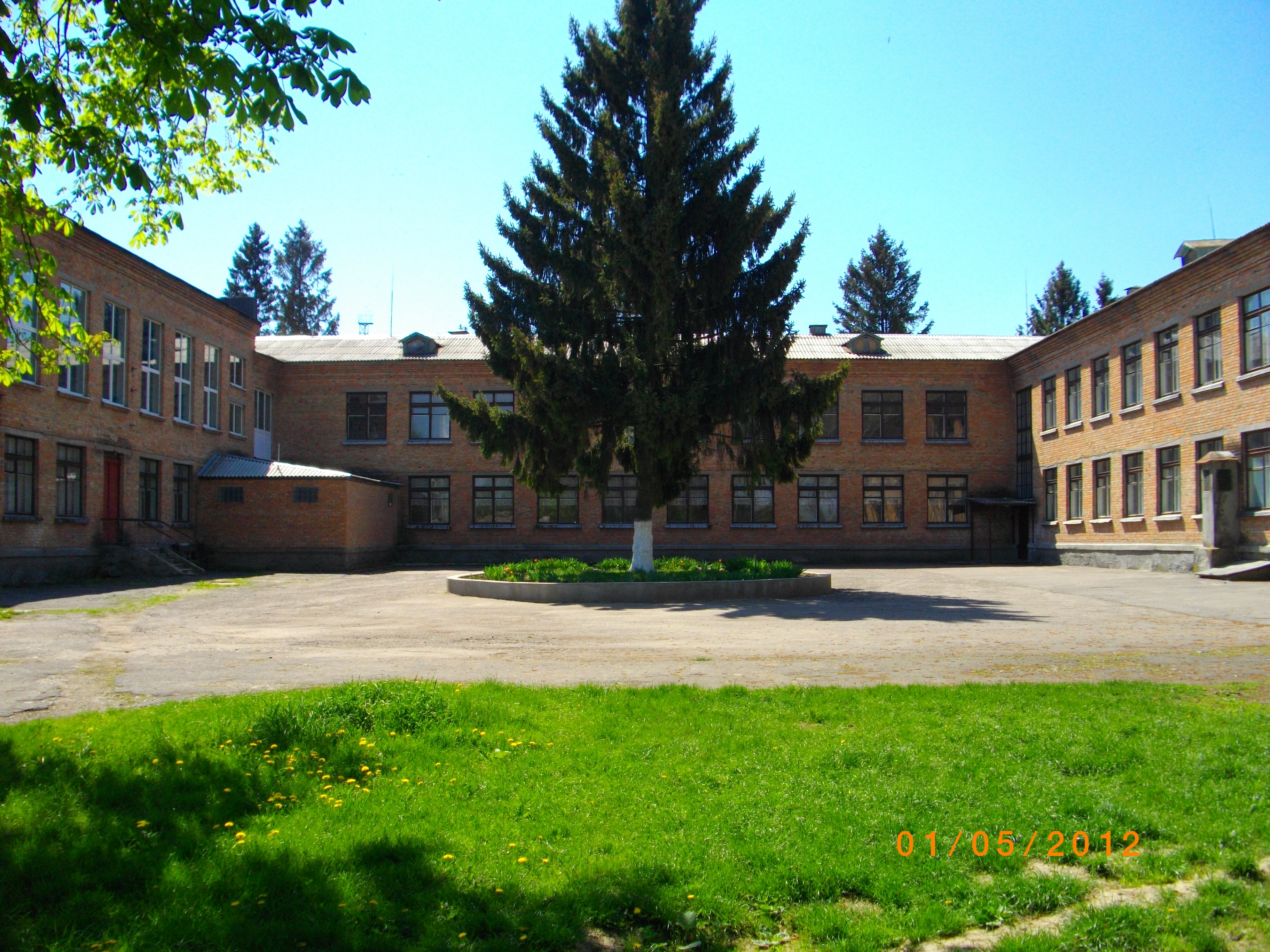
Школа, внутренний двор

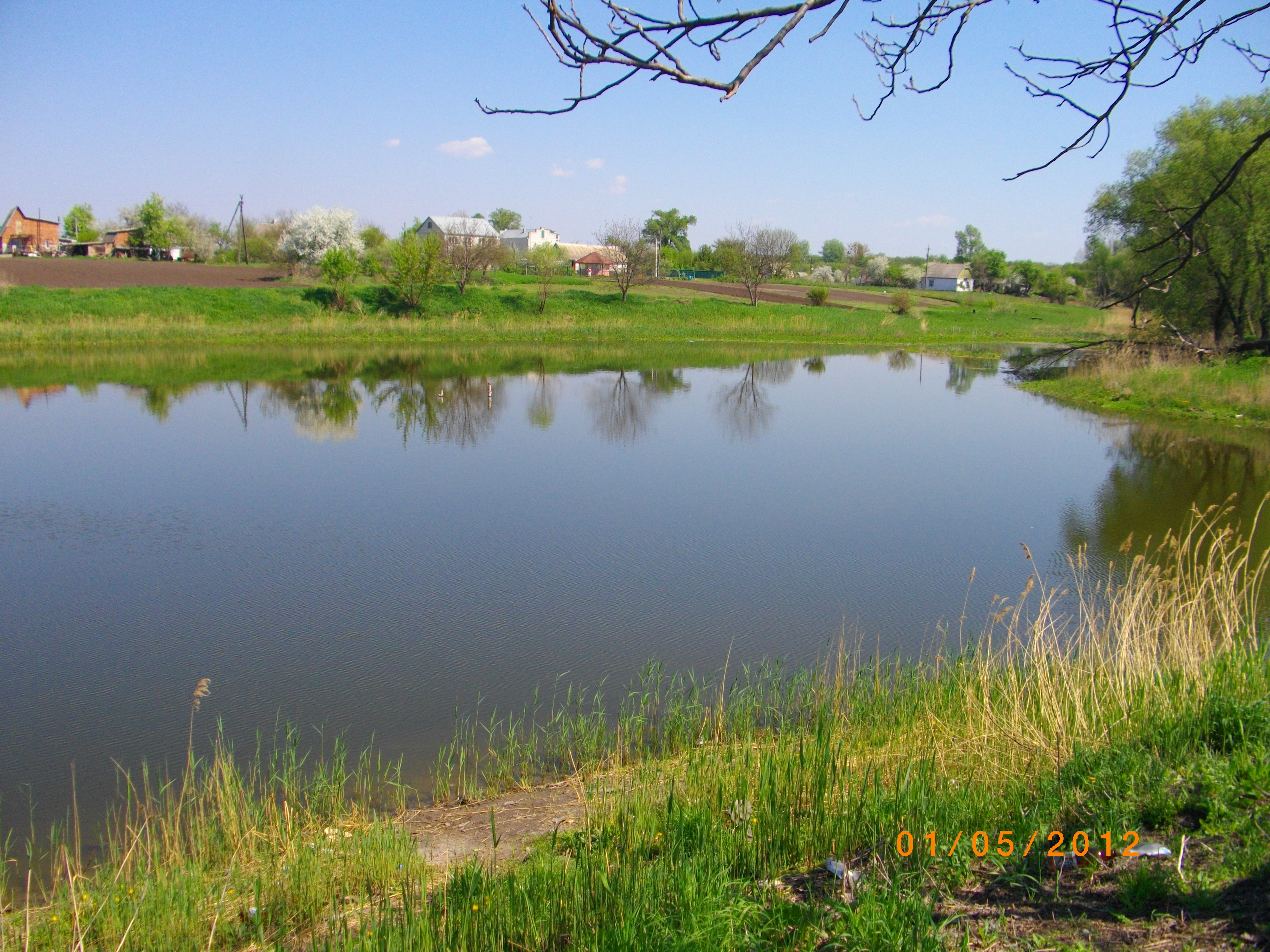
Пруд, (ставок), села Устимовка

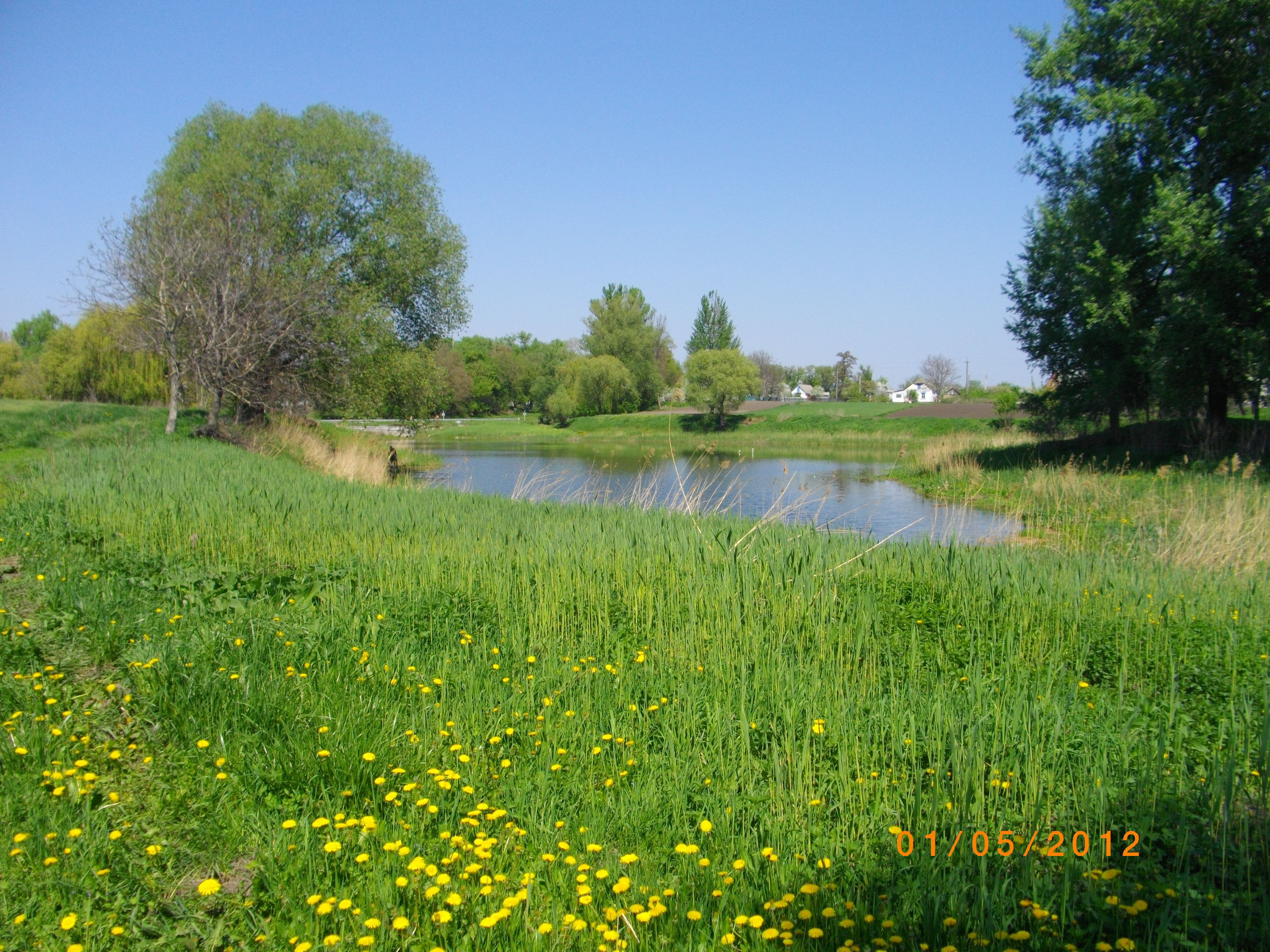
Пруд

## Местный совет
08653, Київська обл., Васильківський р-н, с.Устимівка, вул. Леніна,26, тел. 7-85-30  (укр.)
23 декабря 2018 года проводились первые выборы в Коваливской объединенной территориальной громаде, в состав которой вошли села Васильковского района: Ковалёвка (Васильковский район), Винницкие Ставы, Марьяновка (Васильковский район), Пологи, Пшеничное (Киевская область), Устимовка (Киевская область) и села Фастовского района Кищинцы, Паляничинцы и Червоное (Фастовский район) с центром громады в селе Ковалевка, ул. Монастирская 1,  Васильковский р-н,  Киевская обл., 08652.